# 卡 (前王朝法老)
卡（古埃及语：Ka或Sekhen，生卒年不详）是古埃及前王朝时期上埃及的一位君主。关于“卡”名称的由来，也不是很确定。在古代埃及，“卡”被理解为气质、灵魂，而埃及古文物学家和写作专家倾向于认为其本义为“王的胳膊”。他是已知最早的在出土的许多史前古器物中刻有本名的古埃及君主。阿拜多斯之外所出土的刻有其本名的史前古器物比他的继承者要多很多，这可能说明他在生前有较大的影响力并可能征服了埃及的许多区域。
卡王的墓葬位于阿拜多斯的烏姆·卡伯的U墓地，编号为B7和B9，在1902年被富林德斯·佩特里发现，挖掘中发现燧石刀和陶器的碎片。在极南墓室B7中，在高高的罐子和圆筒容器中发现了超过四十件类似于印鉴的题词。 卡王的墓葬与艾拉-荷尔(B1, B2)、那尔迈(B17, B18)挨得很近，这些墓葬排放地很有次序，因此说明了卡王继承了艾拉-荷尔并是那尔迈的前任。